# 伊万尼夫卡 (瓦西里夫卡区)

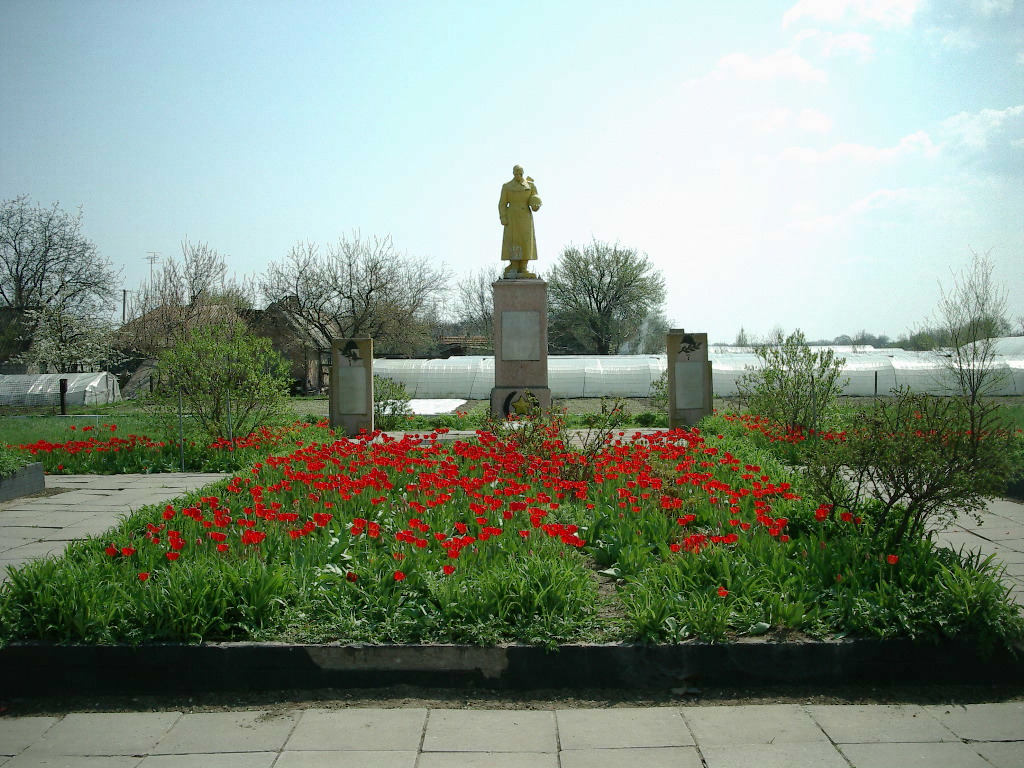

伊万尼夫卡（烏克蘭語：Іванівка），是烏克蘭東南部扎波羅熱州瓦西里夫卡區布拉霍维申卡市镇内的村落。始建於1790年，面積23.8平方公里，2001年人口2,329，人口密度每平方公里90人。